# 渡辺真理
渡辺 真理（わたなべ まり、1967年6月27日 - ）は日本のフリーアナウンサー。TBSの元アナウンサー。本名は高井 真理（たかい まり）で、旧姓は渡辺（わたなべ）。
神奈川県横浜市中区生まれ。かつてはオフィス・トゥー・ワンに所属していた。

## 来歴

### TBSアナウンサー時代
横浜雙葉中学校・高等学校を経て国際基督教大学教養学部人文科学科を卒業後、1990年4月にTBSにアナウンサー26期生として入社（同期は岩井健浩、有村美香、田中宏明）。
入社から1年後の1991年4月、朝のワイドショー『モーニングEye』のキャスターに抜擢される。また、番組最後の出題アシスタントとなった『クイズダービー』をはじめ、『そこが知りたい』や『スーパーサッカー』なども担当した。
1996年秋に『モーニングEye』がTBSビデオ問題の影響で終了した後は、『筑紫哲也 NEWS23』第2部のキャスターに就任。「若き巨匠ヨー・ヨー・マー」で第22回'96アノンシスト賞 グランダ・プレミオ賞を受賞するが、1997年秋の番組リニューアルを機に降板した。
1998年3月にTBSを退社するまでの半年間は、TBSラジオの『渡辺真理 MELODY MARKET』が唯一のレギュラー番組であり、他は世界フィギュアスケート選手権中継のナビゲーターを務める程度であった。

### フリー転向後
退社後、フリーアナウンサーに転向。TBSでの先輩である久米宏にそのキャラクターを買われ、オフィス・トゥー・ワンに所属した。
小宮悦子の後任でテレビ朝日『ニュースステーション』の2代目サブキャスターに抜擢され、2004年3月26日の番組終了までコンビを組んだ。ライバル同士と言われた『筑紫哲也 NEWS23』と『Nステ』の両番組に出演した唯一の人物である。
『Nステ』の終了後には、ビートたけし司会の『最終警告!たけしの本当は怖い家庭の医学』（朝日放送）でアシスタントを務めたほか、各種ラジオ番組にも出演している。2006年秋からはラジオ番組『BATTLE TALK RADIO アクセス』にて、TBS退社後約8年半ぶりに古巣での仕事を行う。
2015年8月の時点で、オフィス・トゥー・ワンの公式サイトからプロフィールが削除されている。

## 出来事・エピソード
- 2006年9月7日23時40分頃、目黒区中央町の都道で車を停めて開けた運転席ドアに後方から来た自転車が接触。自転車に乗っていた男性（当時29歳）は転倒し、左肩打撲の軽傷を負った。渡辺は「買い物をしようとして、後方確認が不十分なままドアを開けてしまった」と説明。男性のけがが軽かったことなどから、警視庁目黒署は物損事故扱いとした。また、渡辺自身も同年12月頃に転倒し、右のほおを負傷した。頬内部が内出血で腫れ上がり、あごを8針も縫う大怪我であったが、負傷部位に大きなガーゼをあててレギュラー番組に出演し続けた。2007年の春先に回復している。
- 2008年8月27日に、フジテレビプロデューサーの高井一郎（当時45歳）と結婚した。互いに初婚である。中高の先輩である八木亜希子が2人を引き合わせ、出会って3か月、交際2か月のスピード婚で、渡辺の旧知の糸井重里・樋口可南子夫妻が婚姻届の証人となった[5][6]。
- 2015年3月22日放送の『ボクらの時代』（フジテレビ）でTBSの後輩である青木裕子との初共演となったが、2人の在籍年度が全く異なるため[注釈 3]、青木とは同番組での共演時まで面識がなかった。

## 出演

### テレビ番組

#### TBSアナウンサー時代
- 月曜ロードショー - 案内役
- 加トちゃんケンちゃんごきげんテレビ - 「おもしろビデオコーナー」進行
- 地球!朝一番
- モーニングEye（1991年4月 - 1996年9月） - キャスター[3][4]
- クイズダービー（1991年4月 - 1992年12月） - 出題アシスタント
- ダウンタウンの1億2000万人のスーパー電リク
- クイズテレビずき!（1993年） - 司会[3]
- そこが知りたい（1993年10月 - 1997年9月） - 司会[3][4]
- スーパーサッカー - 「ビートたけしのサッカー小僧」進行役
- シネマにぞっKON!（1993年）[3]
- キッチンパトロール - アシスタント
- カミングOUT（1994年）[3]
- イトイ式（1995年）
- 大笑福亭鶴びん（1996年） - 準レギュラー
- 筑紫哲也 NEWS23（1996年10月 - 1997年9月） - 第2部キャスター[3][4]

#### フリー転向後
- ニュースステーション（テレビ朝日、1998年5月11日 - 2004年3月26日） - サブキャスター
- 最終警告!たけしの本当は怖い家庭の医学（朝日放送、2004年4月13日 - 2009年12月15日） - アシスタント
- 水百景（テレビ東京、2005年4月 - 2009年12月） - ナレーター
- 熱血!平成教育学院（フジテレビ、2006年10月15日 - 2011年3月20日）
- 平成教育学院☆放課後（BSフジ）
- 環境先進国・ドイツを旅する（テレビ北海道、2010年3月22日放送の単発番組） - ナレーター
- BS歴史館[7]（NHK BSプレミアム） - 当初はゲスト扱いであったが、後に進行役となり、多くの回に出演。
  - 「暗号名 ブロークン・アロー 〜隠された核兵器事故」（2011年7月22日）
  - 「復興のカギは民にあり 〜江戸・安政の大地震に立ち向かった男〜」（2011年8月26日）
  - シリーズ・ヒトラーを支えたひと 1「ヒトラーの影法師と呼ばれた男 ルドルフ・ヘス」（2011年9月2日）
  - あなたの常識大逆転！ 1「“お犬様”騒動 隠された真実〜徳川綱吉は名君だった!?〜」（2011年9月16日）
  - あなたの常識大逆転！ 2「幕末・日本外交は弱腰にあらず！〜黒船に立ち向かった男たち〜」（2011年9月23日）
  - 激論！戦国の真実 1「織田信長・本能寺の変の謎」（2011年10月20日）
  - 激論！戦国の真実 2「華麗なる独眼竜・伊達政宗」（2011年10月27日）
  - 「美しく悲しい女の戦い〜王妃たちの朝鮮王朝〜」（2011年11月10日）
  - 「世界一華麗な母娘ゲンカ〜アントワネットとテレジア 愛の往復書簡〜」（2011年11月17日）
  - 「あなたの知らない忠臣蔵〜常識逆転！武士道の真実〜」（2011年12月15日）
  - シリーズ英雄伝説 2「聖徳太子は実在したのか!? 〜古代史の巨大な謎に挑む〜」（2012年1月26日）
  - タイタニック「100年目の真実〜何が生死を分けたのか〜」（2012年4月12日）
- アジアHOTプレス!（TwellV、2011年10月22日 - 2012年9月） - 司会
- EyeSight presents 恋するドライブ（BS朝日、2012年7月 - ）
- Wのチカラ ウーマノミクス オンもオフも楽しむ女性の姿から明日へのヒントを探る（BSジャパン、2013年10月3日 - 2015年3月28日） - 司会
- ワイドナショー（フジテレビ） - 不定期出演
- そこまで言って委員会NP（読売テレビ、2014年11月16日・2015年3月1日・2015年4月5日 - 2019年3月31日） - 副議長
- 今こそ地方創生（テレビ東京、2016年3月5日 - 3月26日：全4回） - ナビゲーター
- 知られざるガリバー〜エクセレントカンパニーファイル〜（テレビ東京、2018年4月1日 - ） - ナレーター

### テレビドラマ
- 警視庁捜査資料管理室 (仮)（2018年、BSフジ） - ナレーター

### ラジオ番組
- 時遊人倶楽部（1990年、TBSラジオ）[3][4]
- トレンドメーカーズ（TBSラジオ）[3][4]
- 渡辺真理 MELODY MARKET（1996年10月 - 1998年3月、TBSラジオ）[3][4] - パーソナリティ。同番組内で放送されていた『TOYOBOメモリーポップス』のパーソナリティも兼務。
- HOT'n HOT お気に入りに追加!（ニッポン放送、2004年11月8日 - 2005年3月） - 月曜コメンテーター
- 渡辺真理のDreamin' Night（ニッポン放送、2005年4月 - 2006年9月30日）
- BATTLE TALK RADIO アクセス（TBSラジオ、2006年9月25日 - 2010年4月1日） - 月曜 - 木曜ナビゲーター
- JOMOプレゼンツ 渡辺真理のコトバ遺産（TBSラジオ、2009年4月 - 2011年3月）

### ネット配信番組
- 大臣のほんね（政府インターネットテレビ） - 聞き手

### 映画
- 踊る大捜査線 THE FINAL 新たなる希望（2012年） - TVキャスター 役

### CM
- アコム（2013年）